# Akseli Gallen-Kallela
Akseli Gallen-Kallela, nato con il nome di Axél Waldemar Gallén (Pori, 26 aprile 1865 – Stoccolma, 7 marzo 1931), è stato un pittore finlandese, conosciuto soprattutto per le sue illustrazioni del Kalevala, il poema epico nazionale finlandese.
Il lavoro di rappresentazione del mito all'interno delle sue opere è stato ritenuto rilevante per la valorizzazione dell'identità nazionale finlandese.

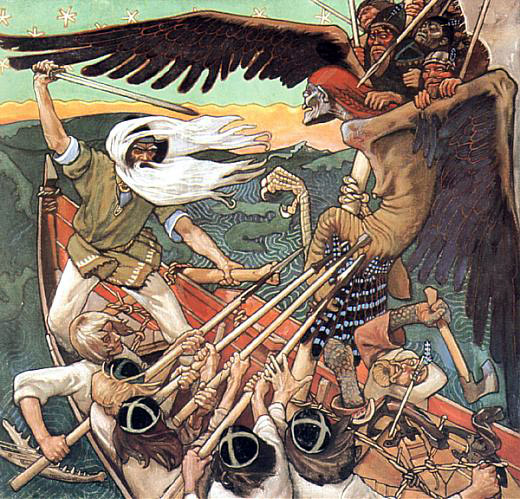
Akseli Gallen-Kallela, La difesa del Sampo (1896)

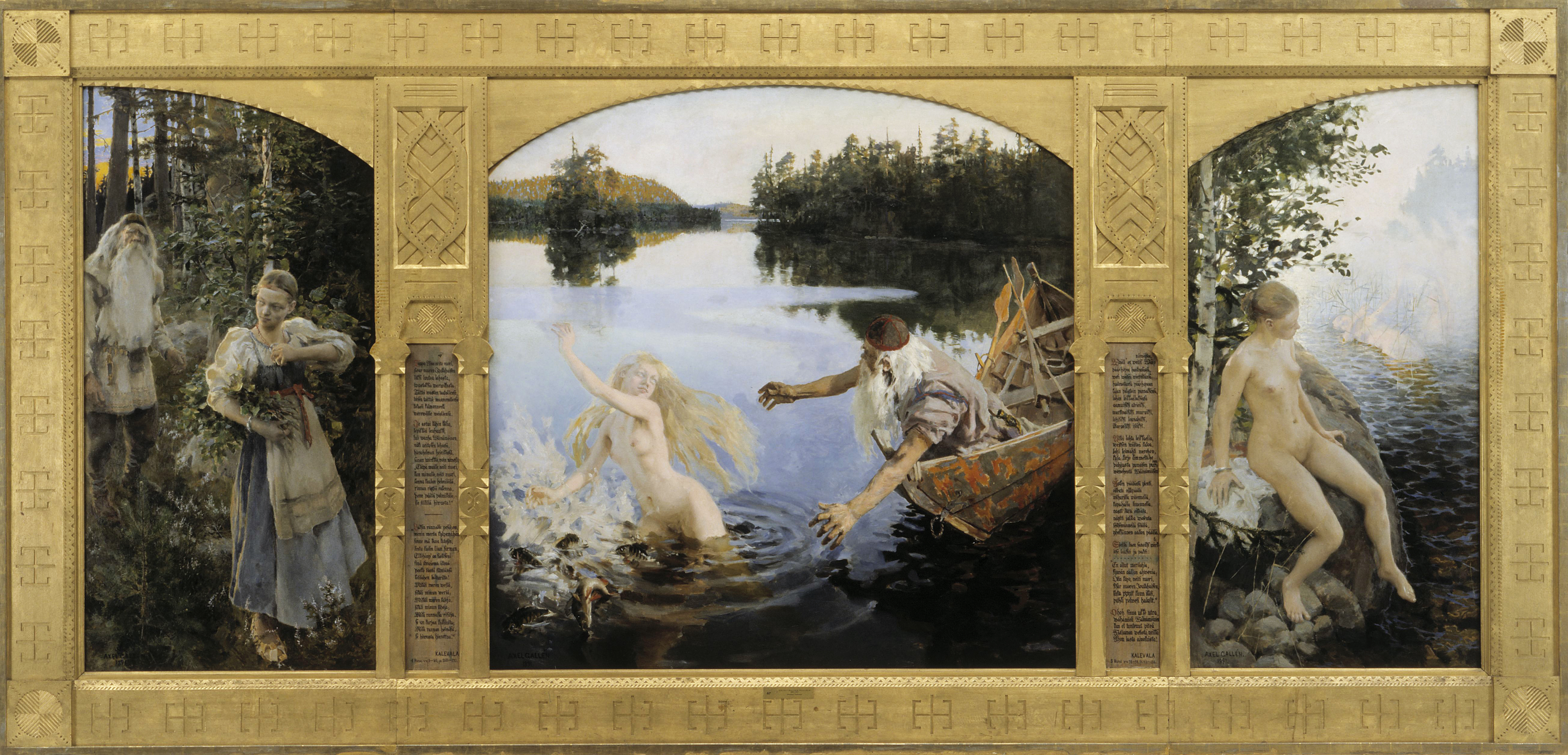
Akseli Gallen-Kallela, Trittico di Aino

## Vita
Akseli Gallen-Kallela nasce a Pori, 26 aprile 1865 in una famiglia di lingua svedese. Suo padre Peter Gallén lavora prima come il capo della polizia a Tyrvää e poi come avvocato. La madre Mathilda (Wahlroos) Gallén, figlia di un capitano navale, incoraggia le tendenze artistiche del figlio.
Nel 1876 Gallen-Kallela si trasferisce a Helsinki per studiare al liceo svedese. Dal 1878 al 1881 studia anche disegno durante le sere nella scuola di Disegno della Società d'Arte finlandese.
Nel 1880 comincia gli studi nella scuola centrale di arti applicate e continua gli studi nella scuola di disegno durante i giorni. Studia anche presso l'accademia privata di Adolf von Becker prima di trasferirsi a Parigi nel 1884 per studiare presso l'Académie Julian, l'Atelier Cormon e altre scuole.
Durante il soggiorno parigino realizza disegni caricaturali e ritratti degli amici, per esempio il pittore finlandese Albert Edelfelt, il pittore norvegese Adam Dörnberger, lo scrittore svedese August Strindberg e l'artista svedese Nils Forsberg. Inoltre, realizzò la tela Démasquée, che raffigura una modella parigina.
In seguito divide il suo tempo fra Parigi e la Finlandia. Nella patria vive in villaggi remoti e disegna e dipinge il popolo, i contadini poveri e le loro famiglie. L'opera di questo periodo è caratterizzata da una forte spinta realistica.
Nel 1890 sposa Mary Helena Slöör di cui aveva dipinto prima il ritratto. Usa la moglie come modella anche in altri quadri. Durante la loro luna di miele in Carelia il pittore s'interessa di paesaggio e cultura careliana. Così nasce il cosiddetto carelianismo, una corrente importante nell'arte finlandese di fine Ottocento, in cui pittori, compositori e scrittori traevano spunto per il loro lavoro dal folklore careliano, sentito come cultura autentica finlandese.
Una parte importante della vita e l'opera di Gallen-Kallela sono le sue numerose esperienze internazionali.
Nel 1895 viaggia a Berlino dove organizza una mostra insieme al pittore norvegese Edvard Munch e illustra la rivista Art Nouveau, Pan.
Il viaggio finisce in un modo drammatico quando l'artista viene a sapere che la sua figlia Impi-Marjatta è morta di difterite a casa.
Lo stesso anno è inaugurata Kalela, la casa progettata dall'artista e situata nelle foreste di Ruovesi. Kalela è una combinazione d'atelier e residenza e un esempio dell'architettura romantica nazionale finlandese.
Nel 1897 parte per l'Italia per imparare a dipingere gli affreschi.
Nel 1905 si trasferisce a “Pirtti”  (letteralmente "soggiorno della casa di campagna") a Helsinki dove nasconde Maksim Gor'kij dalle autorità russe per cui  lo stato Ungherese gli dà una medaglia d'oro l'anno 1907. Lo stesso anno cambia il nome ufficialmente da Gallén a Gallen-Kallela, un nome che suona più finlandese.
Nel 1908 organizza una mostra a Budapest.
Nel 1909-1911 viaggia con la famiglia  nell'Africa Orientale Britannica, attuale Kenya. La famiglia abita vicino a Nairobi. Durante il viaggio Gallen-Kallela dipinge circa 150 quadri espressionisti dei paesaggi e animali africani con colori forti e chiari.
Durante gli anni in Africa l'artista va a caccia, fa  safari sul Monte Kenya e sul fiume Tana e incontra Theodore Roosevelt, l'ex presidente degli Stati Uniti. Il libro Afrikka-kirja (libro d'Africa) descrive il viaggio.
Dopo il ritorno da Africa negli anni 1911-1913 costruisce l'atelier e residenza a Tarvaspää.
La guerra civile finlandese del 1918 è un duro colpo all'artista che ha creduto in una patria indipendente e unita e simpatizza per contadini ma si sente lontano dagli operai e ideali del socialismo. Durante la guerra è l'aiutante di Mannerheim, il capo della Guardia Bianca.
Nel 1923 Gallen-Kallela parte per gli Stati Uniti. La mostra nell'istituto delle arti a Chicago è un successo e porta ad altre mostre. Nel 1924 la famiglia si stabilisce a Taos, Nuovo Messico, dove l'artista dipinge tra l'altro un ritratto del capo indiano Clear Water e dell'indiano Sioux Ohutaa e numerose opere mistiche e fantastiche. L'artista festeggia il suo 60º compleanno a Chicago dove produce anche illustrazioni per Kalevala.
Nel 1926 ritorna ad abitare in Finlandia a Tarvaspää.
Nel 1931 viaggia a Copenaghen per fare una conferenza e muore di polmonite a Stoccolma nell'Hotel Reisen il 7 marzo.

## Opere
- 1900 - Gli affreschi del Kalevala nel padiglione della Finlandia nella Esposizione mondiale di Parigi. All'epoca la Finlandia faceva ancora parte dell'Impero russo, anche se godeva tanti privilegi come una regione autonoma. Uno degli affreschi, campo delle vipere, è infatti una presa di posizione politica contro la dominazione russa. Le vipere che l'eroe sta cacciando via dal campo sono dipinte nei colori della Russia, blu, bianco e rosso,[4] una ha addirittura la corona dello zar di Russia.[7]

- 1901-1903 - Gli affreschi del mausoleo di Juselius a Pori. Gli affreschi sono stati ordinati da F.A. Juselius, un industriale ricco per commemorare la figlia morta di tubercolosi a 11 anni, ma hanno anche una dimensione personale come lavoro di lutto per la figlia Impi Marjatta. Gli affreschi originali sono stati distrutti a causa degli errori durante la costruzione e da un incendio nel 1931,  ma sono stati ridipinti da Jorma Gallen-Kallela nello stile del padre usando gli abbozzi originali.[8]

- 1907 - Ritratto del compositore Gustav Mahler dipinto a Vienna.[4]

- 1914 - Ha una sezione proprio nella Biennale di Venezia. Dopo la biennale il ministero dell’istruzione italiana ordina l'autoritratto dell'artista per la Galleria degli Uffizi.[4]

- 1918 - Disegna bandiere, uniformi militari e decorazioni ufficiali per la Repubblica di Finlandia, diventata indipendente l'anno prima, il 1917.[3]

- 1928 - Dipinge repliche degli affreschi dell'esposizione mondiale di Parigi per il museo nazionale della Finlandia con il figlio Jorma e altri assistenti. Il lavoro, anche se molto apprezzato, non lo rende felice perché sente che sta solo rifacendo lavoro già fatto.[4]

- 1930 - Comincia a progettare un affresco per la Banca Nazionale di Finlandia ma il lavoro rimane incompiuto.[4]

Gallen-Kallela ha anche concepito mobili, tessuti e altri manufatti che si possono ammirare in Kalela e  Tarvaspää, la villa-studio dell'artista che ora è diventata un museo. Si è ispirato da Arts and Crafts Movement e ha usato motivi nazionali.
Le idee e impressioni di Gallen-Kallela sono documentati nei diari e nei quaderni, di cui gran parte rimangono inediti. L'artista ha anche scritto alcune poesie. Dopo la morte di Gallen-Kallela il figlio Jorma ha cominciato a editare le carte di suo padre raccogliendole nel Amerikka-kirja, il libro d'America, ma muore nella guerra d'inverno nel 1939 e il lavoro è rimasto incompiuto.

## Dipinti legati al Kalevala
- Trittico di Aino
- Ritratto di Väinämöinen
- Il campo delle vipere
- Fratricidio
- La morte di Lemminkäinen
- La madre di Lemminkäinen
- La forgia del Sampo
- Il furto del Sampo
- La difesa del Sampo
- Kullervo va in guerra
- La maledizione di Kullervo
- Marjatta
- La partenza di Väinämöinen
- Sulle sponde del Tuonela
- Ad Astra
- Imatra in inverno

## Illustrazioni
- 1920-22 - Illustrazioni per l'edizione speciale del Kalevala e supervisione della stampa.[3]

- 1906-07 - illustrazioni per il primo romanzo finlandese, Sette fratelli di Aleksis Kivi.[3]

- 1928 - Continua a lavorare con le illustrazioni del grande Kalevala, cominciato negli Stati Uniti, ma rimasto incompiuto a causa della morte dell'artista.[3]